# Alando
Alando (korsisch Alandu) ist eine französische Gemeinde mit 25 Einwohnern (1. Januar 2022) im Département Haute-Corse auf Korsika.

## Geografie
Die kleine Gemeinde Alando liegt in der Castagniccia, einer Berglandschaft im Nordosten der Insel Korsika, 46 Kilometer südwestlich von Bastia und zwölf Kilometer östlich von Corte. Der Ort besteht nur aus wenig mehr als einem Dutzend Häusern, die sich entlang einer auf über 700 Höhenmeter gelegenen Kammstraße aufreihen. Der Gebirgskamm trennt die Täler der Bergbäche Ruisseau d’Onago und Ruisseau de Pasquale.
Nachbargemeinden von Alando sind Bustanico im Norden, Alzi im Osten, Sant’Andréa-di-Bozio im Süden, Favalello im Südwesten sowie Sermano im Westen.

## Bevölkerungsentwicklung
| Jahr      | 1962 | 1968 | 1975 | 1982 | 1990 | 1999 | 2007 | 2016 |
| Einwohner | 50   | 51   | 42   | 38   | 15   | 23   | 26   | 38   |

## Wirtschaft
Auf dem Gemeindegebiet gelten kontrollierte Herkunftsbezeichnungen (AOC) für Brocciu, Honig (Miel de Corse - Mele di Corsica), Kastanienmehl (Farine de châtaigne corse - Farina castagnina corsa) und Olivenöl (Huile d’olive de Corse - Oliu di Corsica) sowie geschützte geographische Angaben (IGP) für Wein (Ile de Beauté blanc, rosé oder rouge und Méditerranée blanc, rosé und rouge).